# Római kori mozaikok

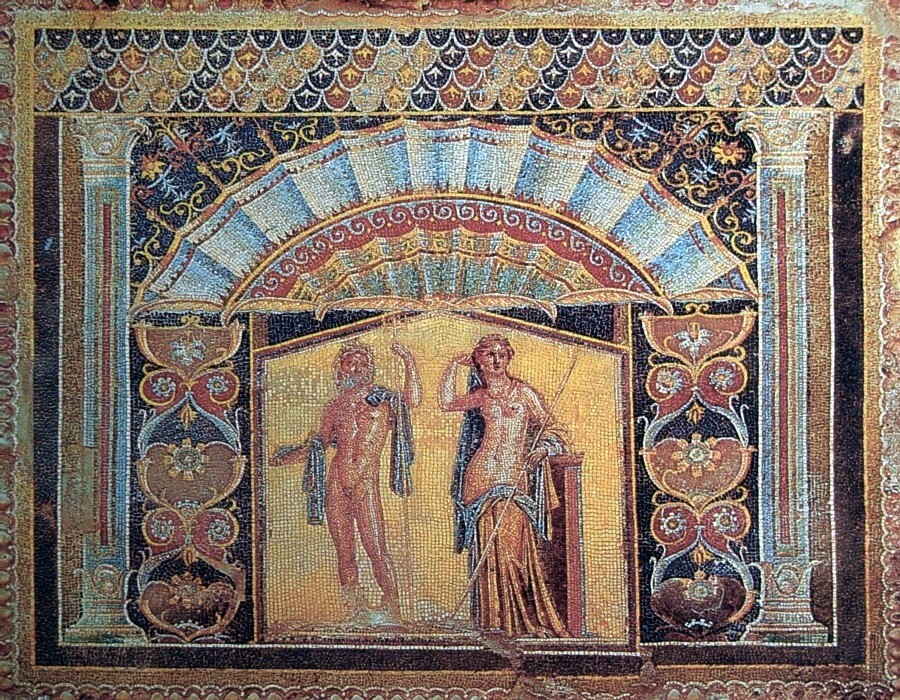
Neptunuszt és Amphitritét ábrázoló mozaik Herculaneumban

Római kori mozaikok az egykori Római Birodalom egész területén találhatók. A római mozaikok tanulmányozásának két legfőbb helyszíne Pompeii és Herculaneum. 
A mozaikkészítés igen összetett mesterség, számos technikát és fajtát különböztetnek meg. Mozaikok legelőször a görög művészetben jelentek meg, de a római kultúra fejlesztette tovább. Római kori mozaikok Magyarországon is találhatók. Az Ókeresztény korban új stílus jelent meg.

## Római mozaikok
A mozaikok, mint az egész ókori művészet, elbeszélő jellegűek, történetet vagy eseményt jelenítenek meg nagy természetességgel. A mozaikokat a görögök fejlesztették ki, mégis a római művészet által vált elterjedtté. A rómaiak fürdőépületeiket, középületeiket, lakóházaik padlóját díszítették mozaikokkal. A mozaikok falfestmények változataiként jöttek létre. A mozaikkészítés változatos és összetett mesterség volt: számos ágát (padló-, fal-, mennyezet-mozaik) és technikáját különböztették meg. Például az üvegmozaikot úgy állították elő, hogy az üvegmasszához színezőanyagot kevertek, az olvasztás után lappá hengerelték, majd gyémántvágóval feldarabolták. A hatalmas Római birodalom különböző területein jól megkülönböztethető stílusváltozatok jöttek létre, Itáliára például a fekete-fehér, Afrika mozaikjaira viszont a többszínű technika volt jellemző. A többrétegű  finom szemcséjű alapozásra gyakran előre megrajzolták a mintát. A rómaiak kedvelték a figurális mozaikképeket. A kis kockák kirakásakor követték a kontúrokat, belső részletek alakját, a ruharedők különböző irányát, az árnyékfoltokat, és ezzel a részletgazdag kidolgozással életszerű hatást értek el. A fennmaradt császárkori példányok zöme magánházak termeinek padlóját borította, s a díszítés témája gyakran utalt a helyiség funkciójára (az ókorban a leghíresebb alkotások közé sorolták például azt a mozaikot, amely egy ebédlő ételmaradékokkal teleszórt padlóját ábrázolja). A római kori mozaikok egy része visszafogott színvilágú, a szemcsék fehérek, barnák, vörösek. Ilyen például a Caracalla termájából előkerült nagyméretű padlómozaik, amely négyszögletes mezőben atlétákat ábrázol. A gazdag emberek otthonaikat is mozaikokkal díszítették, ahol gyakori volt főúri szórakozás témáinak ábrázolása, mint például a Szicílián feltárt villák vadászatot bemutató színes padlómozaikjai.

## Pompeii mozaikjai
Az eltemetett városokban, Pompeiiben és Herculaneumban megőrződött épületek lehetővé teszik a római magánépítészet tanulmányozását. Ezekben az épületekben a padló díszítményei harmonizálnak a falak díszítményeivel. A gazdagabb pompeii polgárok lakhelye bővelkedett mozaikokkal, pompájukkal a ház urának gazdagságát mutatva. Az átrium padlóját mitológiai témájú életképek díszítették, gyakran előfordult azonban, hogy a képek a kedvenc római szórakozás, a cirkuszi játékok eseményeit jelenítették meg. Az ebédlő mozaikképei inkább ételeket ábrázoltak.
Az egyik legnevezetesebb római kori mozaikot, a Nagy Sándor-mozaikot, amely az isszoszi csata jelenetét ábrázolja, Pompeiiben tárták fel és jelenleg a Nápolyi Nemzeti Régészeti Múzeum féltett kincse (a múzeumban függőleges helyzetben állították ki, de ez is padlómozaik volt). Keletkezését az i.e. 1. századra teszik. Mintája valószínűleg egy Philoxenosztói falfestmény volt, amelyet Rómában készítettek. Pompeiiben és Herculaneumban ezen kívül számos mozaik került elő. Sok fennmaradt ház előcsarnokának bejáratánál kutyát ábrázoló mozaik fogadta a látogatókat, rajta a felirat: „Cave canem” („Óvakodj a kutyától”). Pompeiiben a szabadidő eltöltésének kedvenc eszköze volt a játék, amiről több mozaik is készült. Itt találták meg a híres „kakasviadalos” mozaikot is, valamint a tengerek és vizek élővilágáról készült mozaikokat, erre példa a „Neptunus királysága” nevű padlómozaik. Ennél a műnél a padlót kékes színű kőből, csempéből és üvegből rakták ki. A padlózaton egy muréna és egy polip harcol egymással. Pompeiiben ezenkívül ornametrikus mintázatú, oszlopokra készített mozaikokat is készítettek.

## Római kori mozaikok Magyarországon
Római kori mozaikok Magyarországon is találhatók, ilyen például az Aquincum egykori polgárvárosában álló Herkules-villa egyik színes mozaikképe, amely az íját feszítő Héraklészt, valamint feleségét, Déianeirát ábrázolja Nesszosz kentaur karjain. Nagyon finom mozaikszemcsékből rakták ki, gazdag színei a hellenisztikus faliképeket idézik.

## Római kori mozaikok azÓkeresztény korban
A legelső ókeresztény épületek falmozaikjait még az úgynevezett „hagyományos” stílusban rakták. Erre példa a római Santa Costanza-mauzóleumban Nagy Konstantin lányának sírkápolnája, ami a pogány padlómozaikok és a keresztény falmozaikok közötti összekötő kapcsot jelenti. 
Nemsokára új ábrázolásmód jelenik meg: nagyobb képsorozatok, egy képsorozaton belüli jelenetek sora, amelyek arra voltak alkalmasak, hogy elmagyarázzák a hívőknek a Biblia tanításait. Így lett ez az új típusú mozaik a keresztény hit megjelenítője.